# ラクシュミ・プラサド・デヴコタ
ラクシュミ・プラサド・デヴコタ （ネパール語: लक्ष्मीप्रसाद देवकोटा、英: Laxmi Prasad Devkota 1909年11月12日 - 1959年9月14日）はネパールの詩人、劇作家、小説家でした。 彼はネパール文学の最も偉大な詩人と考えられています。